# 河南小檗
河南小檗（学名：Berberis honanensis）为小檗科小檗属下的一个种。

## 扩展阅读
- 維基物種上的相關：河南小檗